# Alexandros Alvanos
Alexandros Alvanos (griechisch Αλέξανδρος Αλβανός, * 9. April 1980 in Thessaloniki, Griechenland), häufig wird auch sein Rufname Alexis geschrieben, ist ein griechischer Handballtrainer und ehemaliger Handballspieler. Der Linkshänder spielte auf der Position Rückraum rechts.

## Karriere

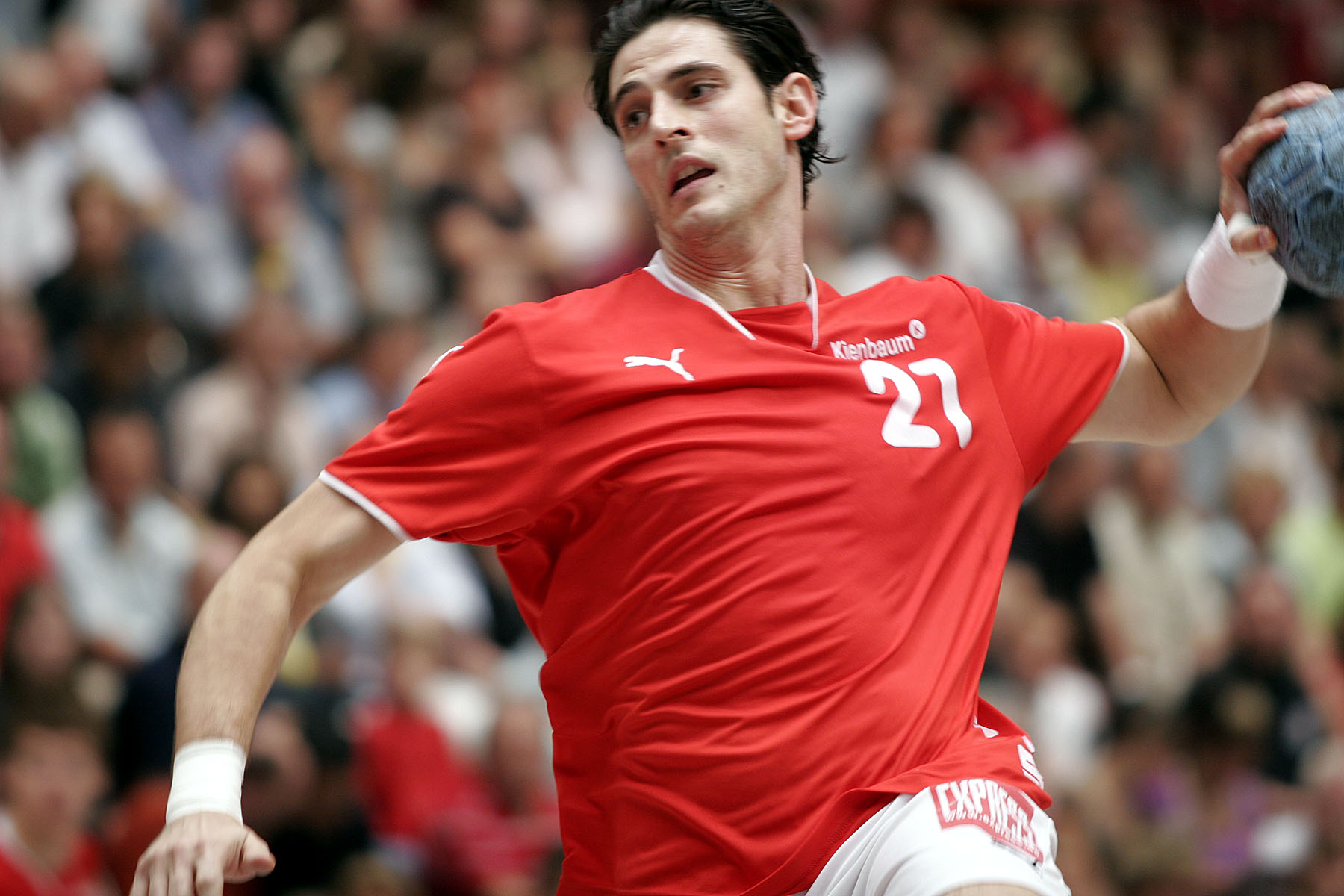
Alexandros Alvanos am 12. August 2007 beim Schlecker Cup

Alvanos spielte in der Handball-Bundesliga beim VfL Gummersbach, der HSG Wetzlar und vorübergehend bei den Rhein-Neckar Löwen. Bei seinem ersten Spiel für den TuS Nettelstedt-Lübbecke gegen seinen ehemaligen Verein Rhein-Neckar Löwen am 30. Dezember 2009 erzielte Alvanos sechs Tore und trug somit zum überraschenden Erfolg gegen seinen Ex-Verein bei. Vertraglich wurde zwischen beiden Vereinen vereinbart, dass Alvanos nicht gegen seinen ehemaligen Verein zum Einsatz kommen darf. Solche Absprachen sind jedoch nicht zulässig. Nach der Niederlage sprach Thorsten Storm, Manager der Rhein-Neckar Löwen, von Betrug: Das war eine klare Abmachung. Und wer sich nicht daran hält, ist ein Betrüger.
Nach der Saison 2011/12 verließ Alvanos den HBW Balingen-Weilstetten und wechselte zurück nach Griechenland. Dort gewann er 2012/13 die Meisterschaft und wurde Pokalsieger. 2014 wiederholte er den Triumph im griechischen Pokal. Mit Olympiakos Piräus gewann er 2018 Meisterschaft und Pokal. Nach einer letzten Saison als Spieler bei AEK Athen gehört er seit 2019 zum Trainerstab. Im Mai 2022 übernahm er den Posten des Cheftrainers. Unter seiner Leitung gewann AEK Athen 2023 die griechische Meisterschaft. Nachdem AEK Athen im September 2023 das Supercupfinale verloren hatte, wurde sein Vertrag im beiderseitigen Einvernehmen aufgelöst.
Für die griechische Männer-Handballnationalmannschaft hat er mindestens 180 Länderspiele bestritten. Bei den Olympischen Spielen 2004 erreichte er Platz 6.

## Erfolge

### Als Spieler
- 6. Platz bei den Olympischen Sommerspielen in Athen 2004
- 6. Platz WM Tunesien 2005
- EHF-Pokalsieger 2009
- Griechischer Meister(7) 2000, 2002, 2004, 2013, 2015, 2017, 2018
- Griechischer Pokalsieger(7) 2000, 2001, 2002, 2013, 2014, 2015, 2018

### Als Trainer
- Griechischer Meister 2023